# Tutto è bugia
Tutto è bugia (Todo es mentira) è un film del 1994 diretto da Álvaro Fernández Armero.
Film commedia spagnolo con protagonista Penélope Cruz.